# Glenkinchie
Glenkinchie ist eine Whiskybrennerei bei Pencaitland in Schottland. Die Brennerei gehört zum Spirituosenkonzern Diageo (ehemals United Distillers), der Whisky wird als Teil der Classic-Malts-Serie des Konzerns vermarktet. Die Brennereigebäude sind teilweise in den schottischen Denkmallisten in die Kategorie B einsortiert.

## Geschichte
Die Brennerei wurde unter dem Namen Milton 1825 durch die Brüder George und John Rate gegründet und erst 1837 in Glenkinchie umbenannt. 1853 gingen die Rate-Brüder bankrott und bis 1881 wurde kein Whisky mehr produziert. 1914 kam die Destillerie zu Scottish Malt Distillers (SMD). Zwischen 1917 und 1920 blieb die Brennerei, wie viele andere auch, geschlossen. Mit dem Kauf von Scottish Malt Distillers 1925 wurde die Distillers Company neues Besitzer von Glenkinchie. 1968 wurde die Tennenmälzerei (Floor maltings) geschlossen und 1969 in ein Whisky-Museum umgewandelt. Nach der Übernahme von Distillers durch die Guinness-Brauerei, wurde Glenkinchie im folgenden Jahr Teil der Guinnestochtergesellschaft United Distillers & Vintners (UDV). Mit der Fusion von Guinness mit dem Konkurrenten „Grand Metropolitan“ 1997 zu „Diageo“ kam Glenkinchie in den Besitz des neuen Unternehmens. Heute ist sie eine der letzten in Betrieb befindlichen Brennereien in den Lowlands.

## Produktion
Das Wasser der zur Region Lowlands gehörenden Brennerei stammt aus den Lammermuir Springs. Die Destillerie besitzt einen Maischbottich (mash tun) (8,5 t), sechs Gärbottiche (wash backs) (zusammen 258.000 l) aus Lärchen- und Pinienholz, eine Wash-still (30.963 l) und eine Spirit still (20.998 l), die durch Dampf erhitzt werden.

### Produkte
- Der 10 Jahre alte Glenkinchie ist ein relativ untypischer Lowland Whisky mit einem frischen und leichten Charakter und einer zarten Rauchnote.
- Der 12 Jahre alte Glenkinchie löste im August 2007 die zehnjährige Variante ab und ist ohne Rauchnote produziert, wurde somit ein typischer Vertreter der Region.
- Die Distiller's Edition wurde in einem Amontillado-Sherry-Fass nachgereift.
- Der Cask Strength von Glenkinchie ist nur in der Destillerie erhältlich. Die aktuelle Abfüllung hat 59,3 %vol. Sie ist 12 Jahre normal gereift und anschließend mindestens sechs Jahre in Amontillado-Sherry-Fässern nachgereift.
- Im Rahmen der Diageo Special Releases erschien 2023 ein 27 Jahre alter Glenkinchie. Er reifte in amerikanischen und europäischen Eichenfässern und hat 58,3 Volumenprozent.[3]

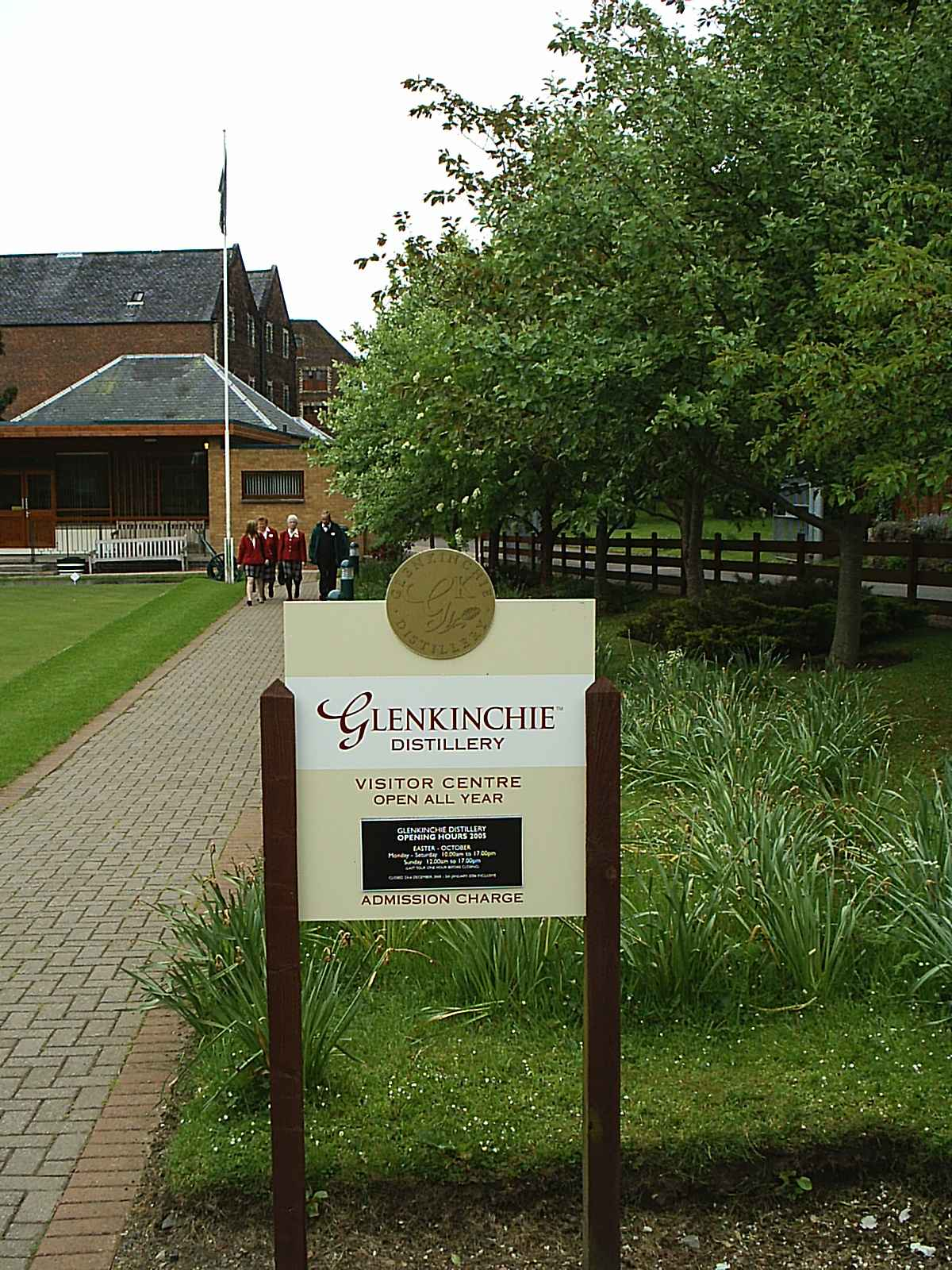
Glenkinchie Destillerie Visitor Centre

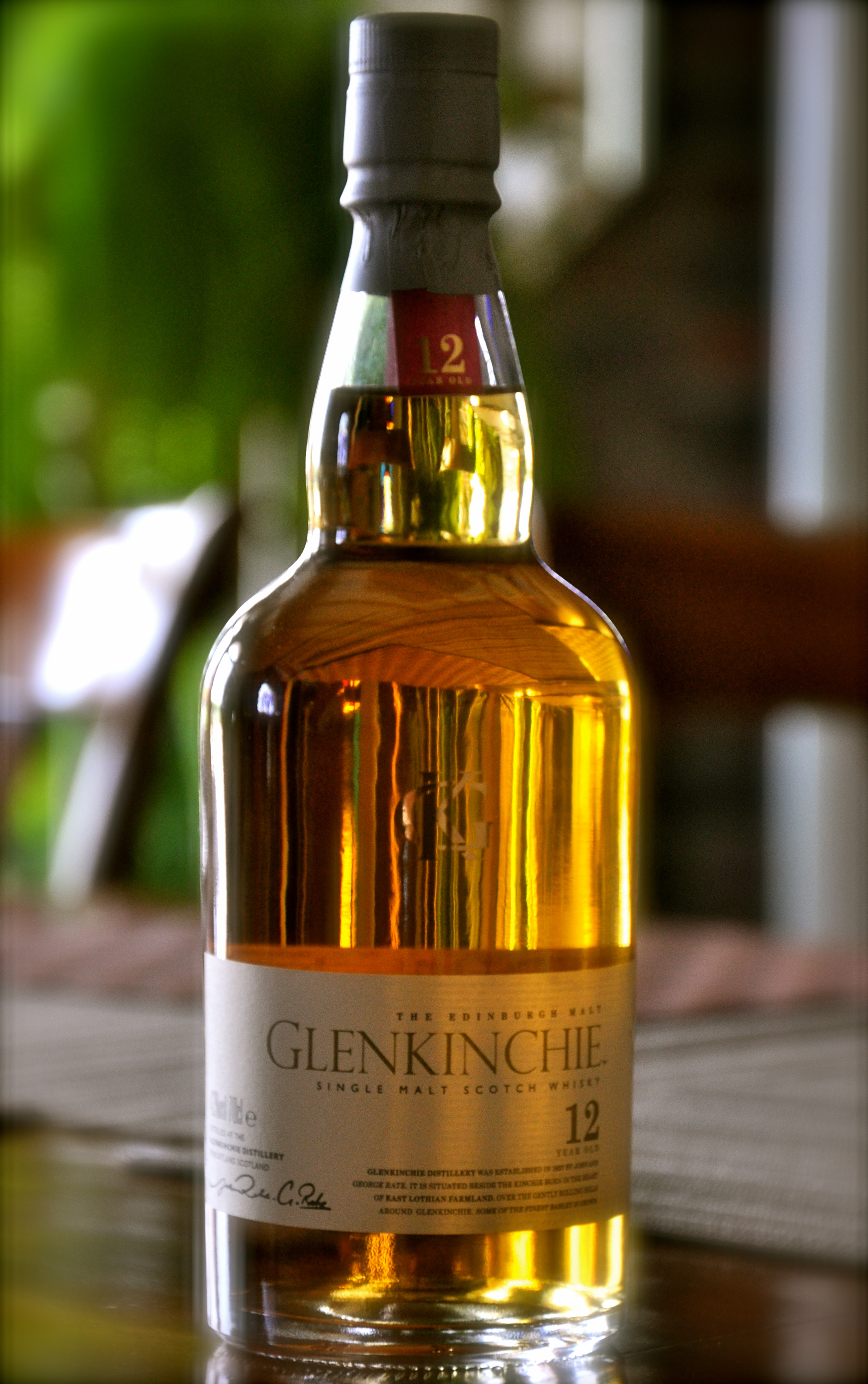
Flasche zwölfjähriger Glenkinchie

## Besichtigungen
Glenkinchie verfügt über ein Besucherzentrum und kann besichtigt werden. Unter anderem gibt es ein großes Modell, an dem die einzelnen Schritte der Whiskyproduktion erläutert werden. Im Dezember 2018 wurde ein Bauantrag zum Umbau eines mehrstöckigen Lagerhauses zu einem neuen Besucherzentrum mit Tastingmöglichkeit und Direktabfüllung vom Fass genehmigt. 2023 betrug die Besucherzahl etwa 37.000 Personen.